# Gerhard Kreysa
Gerhard Kreysa  (* 21. September 1945 in Dresden) ist ein deutscher Chemiker und war von 1992 bis 2009 Geschäftsführer der DECHEMA.

## Leben und Wirken
Gerhard Kreysa studierte nach einem Einser-Abitur von 1964 bis 1969 Chemie an der Technischen Universität Dresden, an welcher er 1970 am Institut für physikalische und Elektrochemie bei Kurt Schwabe promovierte. Nach einer missglückten Flucht aus der DDR konnte er 1973 in den Westen ausreisen. Von 1973 bis 1978 arbeitete er als Wissenschaftlicher Angestellter am Karl-Winnacker-Institut der DECHEMA in Frankfurt (Main).
Im Jahr 1978 wurde er an der Universität Dortmund habilitiert. Im Anschluss wurde ihm die Leitung der Arbeitsgruppe „Elektrochemie“ am DECHEMA-Institut übertragen. Bevor er 1986 zum stellvertretenden Geschäftsführer der DECHEMA ernannt wurde, trat er 1985 seine außerplanmäßige Professur an der Universität Dortmund an. Von 1990 bis 1998 war er Vorstandsvorsitzender der Kurt-Schwabe-Stiftung.
Von 1992 bis 2009 war Gerhard Kreysa Geschäftsführer der DECHEMA. Neben seiner Tätigkeit als Geschäftsführer war er bis 2000 Vorsitzender des Wissenschaftlichen Beirats des Forschungszentrums Dresden-Rossendorf. In den Jahren 1994 bis 1996 war er Mitglied des Präsidiums, von 1997 bis 2002 stellvertretender Vorsitzender des Wissenschaftlichen Rates der AiF. An der Technischen Universität Clausthal war Kreysa ab 2002 Vorsitzender des Kuratoriums und von 2005 bis 2014 Vorsitzender des Nachfolgegremiums, dem Hochschulrat. Zudem ist er seit 2003 ausländisches Mitglied der Königlich-Schwedischen Akademie der Ingenieurwissenschaften (IVA) in Stockholm.
2013 drehte Kreysa den Dokumentar-Kurzfilm Der erste Tag über den „ersten Tag im Untersuchungshaftgefängnis der Staatssicherheit in Dresden nach einem Fluchtversuch aus der DDR“. Hierfür erhielt er 2015 eine Goldmedaille beim Bundesfilmfestival „Doku.2015“ im Wettbewerb für Amateurfilmer des Bundesverband Deutscher Film-Autoren.
Kreysa lebt im hessischen Eppstein.

## Preise und Auszeichnungen
Gerhard Kreysa ist Mitglied der Deutschen Akademie der Technikwissenschaften (acatech).
- 1980: Verleihung des Chemviron-Preises
- 1981: Verleihung des DECHEMA-Preises 1980
- 1993: Verleihung der Honorarprofessur an der Universität Regensburg
- 1994: Verleihung der Castner Medal der Society of Chemical Industry
- 1998: Verleihung der Ehrendoktorwürde (Ingenieurwissenschaften) der Technischen Universität Clausthal
- 1999: Verleihung der Ehrendoktorwürde (Technik) der Königlich-Technischen Hochschule Stockholm
- 2006: Verleihung der Wilhelm-Ostwald-Medaille der Sächsischen Akademie der Wissenschaften[5]
- 2007: Verdienstorden des Freistaates Sachsen[6] für seine Verdienste um die Erhaltung und erfolgreiche Weiterentwicklung sächsischer Forschungseinrichtungen, sowie deren Integration in die deutsche Forschungsförderung.[7]
- 2015: Gold im Wettbewerb für Amateurfilmer Dokumentation des BDFA für seinen Film Der erste Tag.[3][4]
- 2016: Verleihung der Ehrenbürgerwürde der Technischen Universität Clausthal[1]